# Carrer de Balmes
Carrer de Balmes è una strada di Barcellona intitolata al filosofo ed ecclesiastico catalano Jaime Balmes.
La via venne realizzata nell'ambito  del Piano Cerdà del 1860, e attraversa i quartieri Eixample e Sant Gervasi, terminando in Plaça John Fitzgerald Kennedy. È considerata la via centrale dell'Eixample, con Dreta de l'Eixample alla sua destra e Esquerra de l'Eixample alla sua sinistra.
Nella via, all'incrocio con l'Avinguda Diagonal, si trova la sede del Banc Sabadell e anche l'Università Pompeu Fabra ha un edificio nella strada.
Il Carrer de Balmes fa anche parte del cosiddetto Gaixample, il gay village di Barcellona.